# Gallus Zeiler

Posthumes Porträt von Gallus Zeiller (Museum im Grünen Haus, Reutte)

Gallus Zeiler OSB (* 10. Mai 1705 in Buchenberg; † 7. Januar 1755 in Füssen) war Abt des Klosters Sankt Mang. Als Musiker und Klosterkomponist erlangte er überregionale Beachtung.

## Leben
Gallus Zeiler wurde in Moosers bei Buchenberg in der Pfarre Waltenhofen geboren, das zum Herrschaftsgebiet des Stiftes Kempten gehörte. Seine Eltern ließen ihn auf den Namen Gordianus taufen, einem Schutzpatron des Stiftes Kempten. Zunächst besuchte er die Schule im hochfürstlichen Stift Kempten, dann wurde er in die Schulen der Reichsklöster Ochsenhausen und Ottobeuren geschickt. Sein Studium absolvierte er schließlich an der Universität Innsbruck.
Am 27. Oktober 1721 trat Gordianus Zeiler ins Benediktinerkloster St. Mang in Füssen ein und erhielt den Ordensnamen Gallus. Nach dem Studium der Philosophie und der Theologie wurde P. Gallus am 4. August 1729 zum Priester geweiht. Im Kloster wurde seine musikalische Begabung besonders geschätzt. Er war zeitgenössischen Berichten zufolge „ein vortrefflicher Organist, Vocalist und Componist“.
Als Konventuale in St. Mang wurde dem jungen Pater auch die Aufgabe als Lehrer „in der Music“ übertragen. Im Anschluss an seine Lehrtätigkeit wurde er Vikar im Tiroler Nachbarort Pinswang. Am 23. Dezember 1739 bestimmte Abt Benedikt Pautner Pater Gallus zum Administrator für die Güter in Lana in Südtirol. Eine seiner ersten Initiativen war die Renovierung der St. Martinskapelle, die neu ausgemalt wurde und einen neuen Altar, den „schönsten in ganz Lana“, bekam.
Nachdem Abt Leopold von Rost völlig unerwartet am 7. November 1750 gestorben war, wurde Pater Gallus zur Abtswahl nach Füssen beordert, wo er am 1. Dezember 1750 im vierten Wahlgang von seinen Mitbrüdern zum Abt gewählt wurde. In seine Regentschaftszeit fällt auch der Bau der großen Orgel und der Chororgel von St. Mang durch den Füssener Orgelbauer Andreas Jäger. Neben dem Bau der prächtigen Orgel ließ er die Magnuskapelle in der Klosterkirche renovieren und beauftragte 1751 seinen Verwandten Franz Anton Zeiller, die Deckengemälde zu malen. Über dem Choraltar ließ er noch einen neuen Baldachin aus Holz anbringen.
So lag der Schwerpunkt in seiner Regentschaftszeit auf der sicht- und erlebbaren, durch Kunst, Musik und Vasa sacra ausgedrückten Verehrung Gottes. Am Morgen des 7. Januar 1755 um 6 Uhr starb Abt Gallus im Mönchschor während des Singens der Prim in den Armen des Priors Placidus Zerle an einem plötzlich auftretenden Hirnschlag. Er wurde in der Mönchsgruft in der Klosterkirche St. Mang bestattet, wo auch das Epitaph angebracht ist.

## Kompositionen
- Cithara Mariana, 16 Antiphonen (gedruckt bei Joh. Christian Leopold, Augsburg 1732)
- Dulia harmonica … per 12 arias
- Orpheus ecclesiasticus, XII Concerti (gedruckt bei Lotter, Augsburg 1735)
- XXX deutsche Arien auf das ganze Jahr eingetheilt (gedruckt bei Lotter, Augsburg 1736)
- Canticum Marianum bipartitum, XII Magnificat complectens ... opus V (gedruckt bei Lotter, Augsburg 1737, Digitalisat der Bayerischen Staatsbibliothek München)
- Latria musica ... XX Benedictiones ... opus VI (gedruckt bei Lotter, Augsburg 1739)
- XVI Antiphonae (gedruckt bei Joh. Christian Leopold, Augsburg 1740)
- Responsoria ad lamentationes hebdomadae sanctae

Tondokumente
- Gallus Zeiler (1705–1755): Arien. Aus der Reihe: Musik aus oberschwäbischen Klöstern. Attempto Verlag Tübingen 1995.
- Orpheus ecclesiasticus – Abt Gallus Zeiler 1705-1755. MPV-Musikverlag 2002.